# گورستان قدیم قهرآباد
قبرستان قدیم قهر آباد مربوط به هزاره اول قبل از میلاد است و در شهرستان سقز، روستای قهرآباد واقع شده و این اثر در تاریخ ۲۵ اسفند ۱۳۸۰ با شمارهٔ ثبت ۵۱۱۴ به‌عنوان یکی از آثار ملی ایران به ثبت رسیده است.